# Wildschönau
Wildschönau ist eine österreichische Gemeinde im Gerichtsbezirk Rattenberg, Bezirk Kufstein in Tirol mit 4377 Einwohnern (Stand 1. Jänner 2024). Das Gemeindegebiet erstreckt sich über 24 km oberhalb von Wörgl in den Kitzbüheler Alpen, die Wildschönau genannt; das Gebiet zählt zu den Tiroler Tourismuszentren.
Die Gemeinde umfasst neben verschiedenen Weilern die vier Kirchdörfer Niederau, Oberau, Auffach und Thierbach. Das Gemeindeamt befindet sich im zentral gelegenen Ort Oberau.
Neben einer zweisaisonalen touristischen Ausrichtung spielt auch die intensive Alm- und Weidewirtschaft eine Rolle, daneben pendeln viele Bewohner zu ihren Arbeitsstätten außerhalb der Gemeinde, früher wurde lange Zeit Bergbau betrieben.

## Geografie

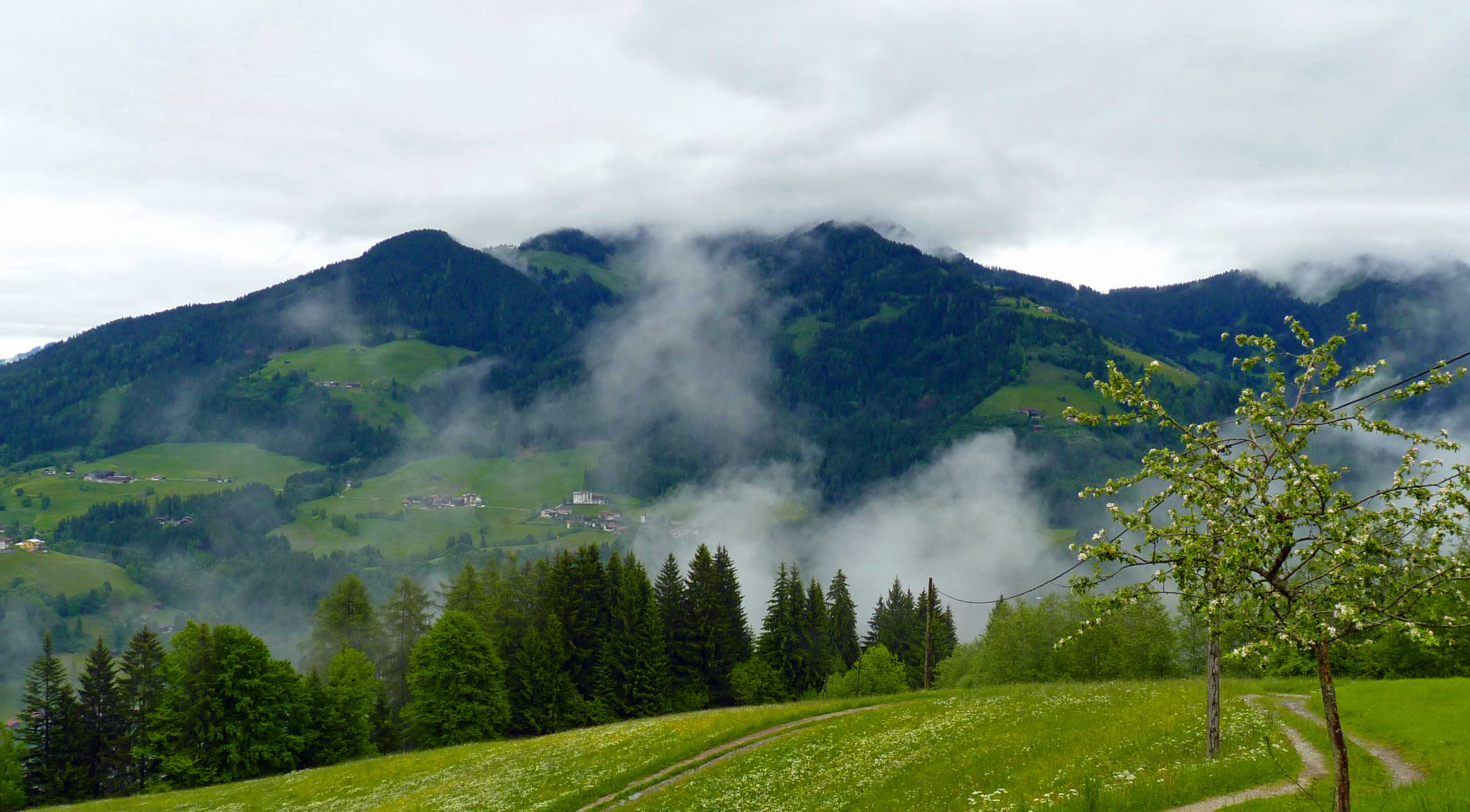
Der Roßkopf von Thierbach aus gesehen

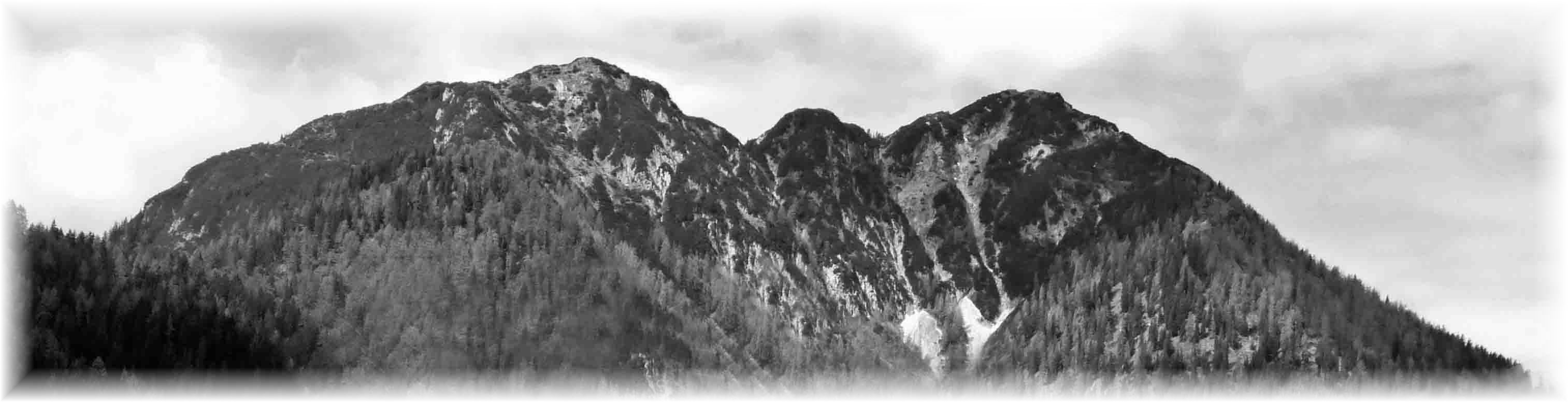
Die Gratlspitze im Sommer 2010 von Thierbach aus gesehen

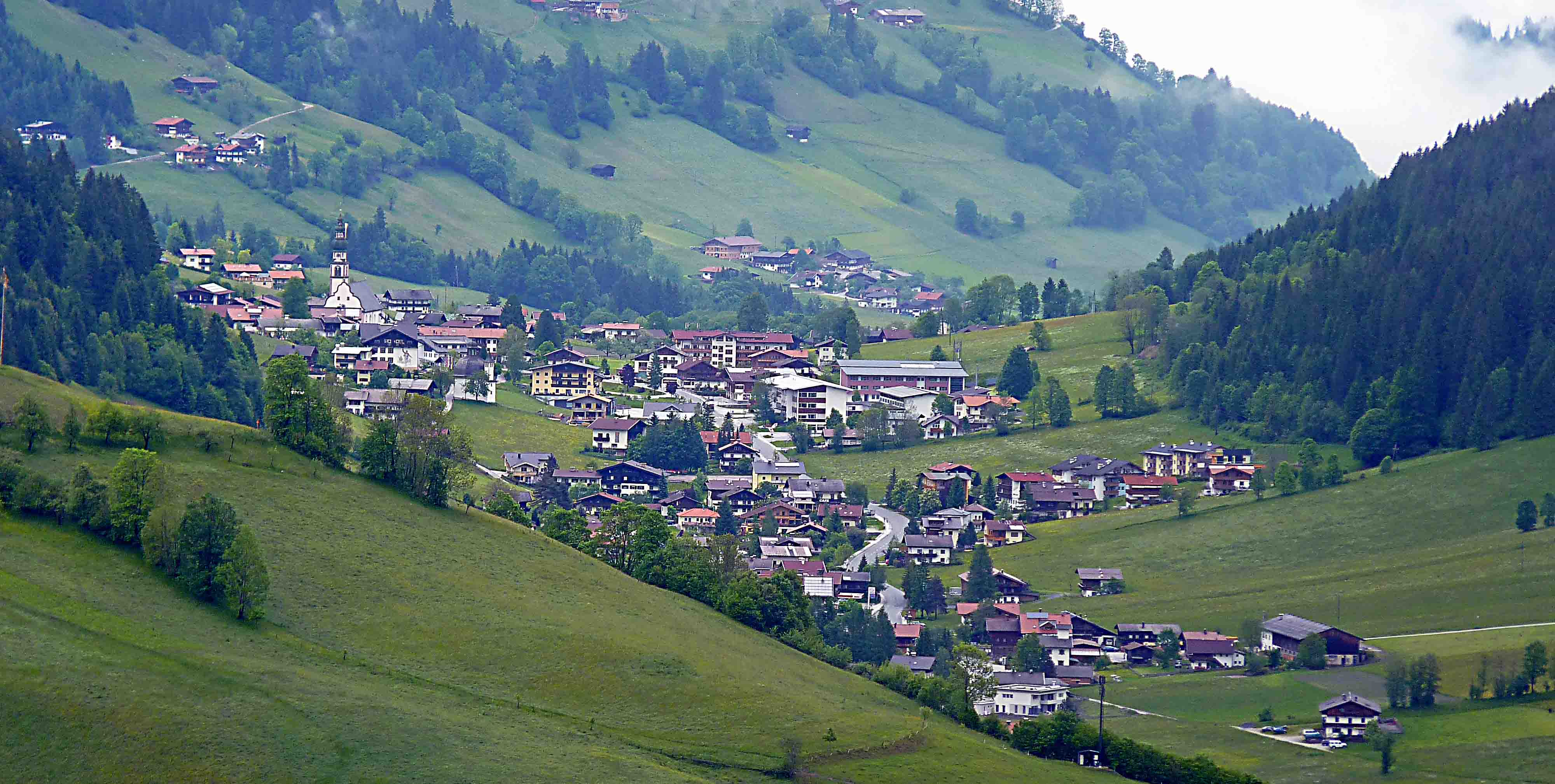
Der Hauptort Oberau von Thierbach aus gesehen

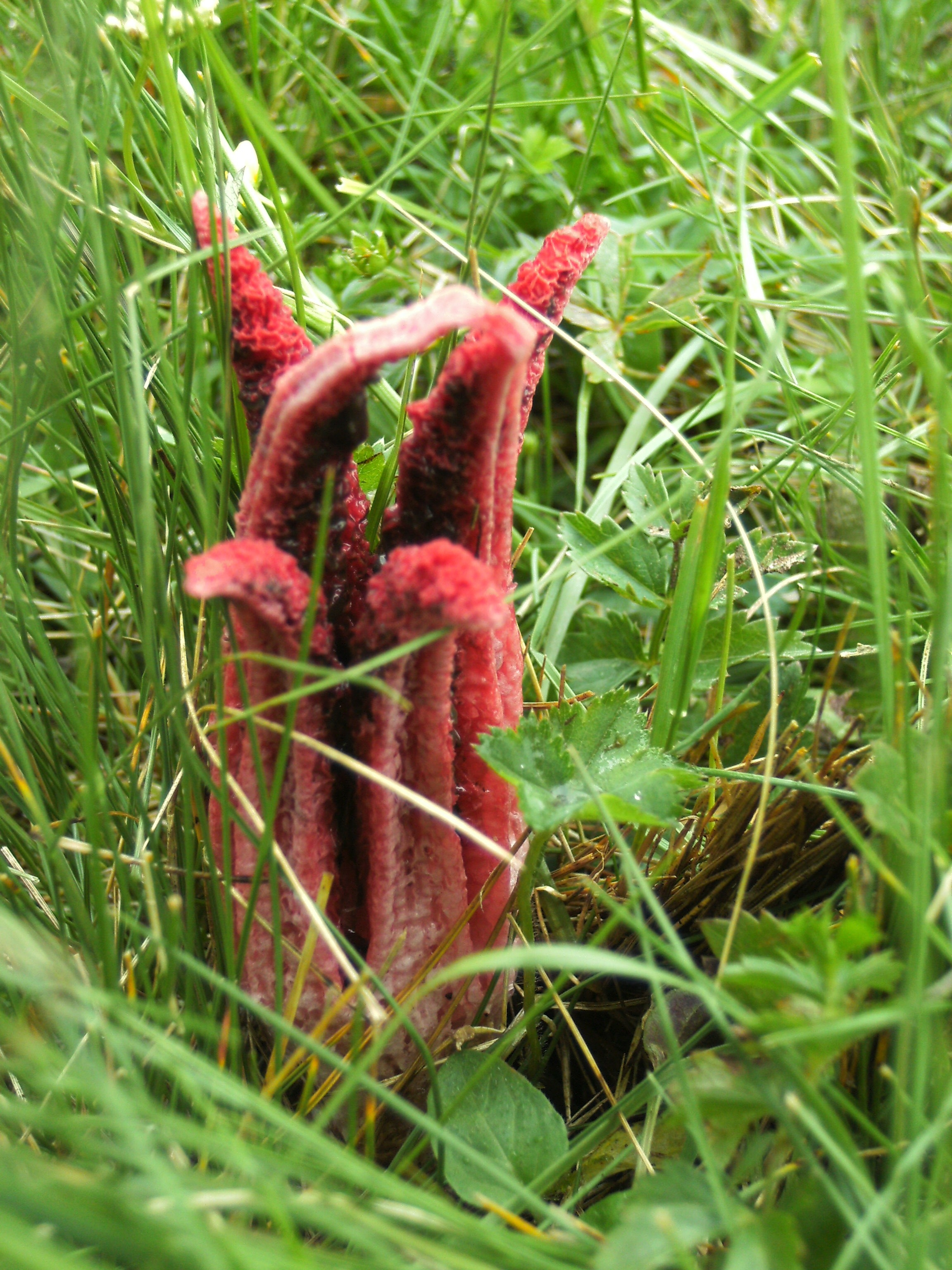
Der in Europa seltene Tintenfischpilz aus der Gattung der Gitterlinge auf der Achentalalm oberhalb von Wildschönau

Die Wildschönau beginnt im Osten mit Niederau und Straßenverbindungen nach Wörgl und Hopfgarten im Brixental, nach Westen hin verläuft sie aufsteigend zu einer Wasserscheide, über die sich Oberau zur Wildschönauer Ache und dem Ortsteil Mühltal hinzieht. Die Ache fließt von Süd nach Nord, vom Siedeljoch über Auffach und Mühltal durch die Kundler Klamm in den Inn. In Mühltal zweigt eine Straße steil bergauf nach Westen ab und führt nach Thierbach und endet weiter westlich vor der Gratlspitze. In der Nähe des Endtalhofs bei einer Kapelle (1086 m ü. A.) beginnt die Sauluegstraße, ein schmaler, einspuriger Schotterfahrweg, der kurvenreich am Silberschaubergwerk Lehenlahn vorbei Richtung Kundl führt. Erst ab etwa 880 m Seehöhe weist die Straße Asphaltbelag auf.
Im Westen wird das Tal durch folgende Berge (von Nord nach Süd) begrenzt:
Gratlspitz (1899 m), Schatzberg (1898 m), Joelspitze (1964 m), Lämpersberg (2202 m), Kleiner Beil (2197 m), Großer Beil (2309 m, höchster Berg des Tales) und Sonnjoch (2287 m, nicht zu verwechseln mit dem Sonnjoch im Karwendel). Westlich dieser Kette liegt das Alpbachtal.
Der Talteil um die Wildschönauer Ache wird östlich begrenzt durch:
Roßkopf (1731 m), Feldalphorn (1923 m), Schwaigberghorn (1990 m), Breitegg-Gern (1981 m), Wildkarspitze (1961 m) und Breiteggspitze (1868 m).
Als südlicher Talabschluss werden diese beiden Ketten durch das passartige Siedeljoch (1689 m) miteinander verbunden, über das man in den Langen Grund (Kelchsau) gelangt.
Den südlichen Abschluss des östlichen Talteiles um Niederau bilden Roßkopf und Markbachjoch (1440 m).
Im Norden wird das Tal durch eine deutlich niedrigere Bergkette zum Inntal hin abgegrenzt. Von West nach Ost:
Gratlspitze, Thierbacher Kogl (1312 m), Kragenjoch (1425 m), Sonnberger Jöchl (1285 m), Möslalmkogl (1109 m), unterbrochen durch die Kundler Klamm zwischen Thierbacher Kogl und Kragenjoch.

### Gemeindegliederung
Die Gemeinde besteht aus vier Katastralgemeinden und gleichnamigen Ortschaften (Fläche Stand 31. Dezember 2023; Einwohner Stand 1. Jänner 2024):
| Kirchdörfer | Fläche (ha) | Einw. | Seehöhe |
| ----------- | ----------- | ----- | ------- |
| Auffach     | 4.685,32 ha | 950   | 875 m   |
| Niederau    | 1.089,95 ha | 1116  | 826 m   |
| Oberau      | 1.309,37 ha | 2148  | 936 m   |
| Thierbach   | 2.656,8 ha  | 163   | 1173 m  |

### Nachbargemeinden
Fünf der sechs Nachbargemeinden liegen im Bezirk Kufstein, eine im Bezirk Kitzbühel (KB).
| Radfeld Brixlegg | Kundl                                       | Wörgl                        |
|                  | Kompassrose, die auf Nachbargemeinden zeigt |                              |
| Alpbach          |                                             | Hopfgarten im Brixental (KB) |

## Geschichte
Erstmals urkundlich erwähnt wurde Wildschönau in den Jahren 1193–1195, als der oberbayrische Graf Heinrich von (Lechsgemünd)-Rettenberg (bei Unterwössen) Eigenleute an das Kloster Herrenchiemsee schenkungsweise übertrug. Unter den Zeugen der Urkunde findet sich der Ministeriale Adelbertus de Wiltsconenŏwe (= Albert von Wildschönau).
Ab dem 16. Jahrhundert wurden in Thierbach an den Abhängen des Gratlspitz Silber- und Kupfererze abgebaut, die in Brixlegg verhüttet wurden. Wegen mangelnder Rentabilität wurde der Bergbau im 19. Jahrhundert eingestellt.
1811 konstituierte sich Wildschönau als Gemeinde. 1911 wurde durch die Kundler Klamm eine Straßenverbindung ins Inntal hergestellt, diese ist heute nur mehr ein Wanderweg.

### Bevölkerungsentwicklung
| Wildschönau: Einwohnerzahlen von 1869 bis 2024      | Wildschönau: Einwohnerzahlen von 1869 bis 2024 | Wildschönau: Einwohnerzahlen von 1869 bis 2024 | Wildschönau: Einwohnerzahlen von 1869 bis 2024 | Wildschönau: Einwohnerzahlen von 1869 bis 2024 |
| --------------------------------------------------- | ---------------------------------------------- | ---------------------------------------------- | ---------------------------------------------- | ---------------------------------------------- |
| Jahr                                                |                                                |                                                |                                                | Einwohner                                      |
| 1869                                                | 1869                                           |                                                | 1.918                                          | 1.918                                          |
| 1880                                                | 1880                                           |                                                | 1.904                                          | 1.904                                          |
| 1890                                                | 1890                                           |                                                | 1.910                                          | 1.910                                          |
| 1900                                                | 1900                                           |                                                | 1.871                                          | 1.871                                          |
| 1910                                                | 1910                                           |                                                | 2.001                                          | 2.001                                          |
| 1923                                                | 1923                                           |                                                | 1.981                                          | 1.981                                          |
| 1934                                                | 1934                                           |                                                | 2.143                                          | 2.143                                          |
| 1939                                                | 1939                                           |                                                | 2.053                                          | 2.053                                          |
| 1951                                                | 1951                                           |                                                | 2.294                                          | 2.294                                          |
| 1961                                                | 1961                                           |                                                | 2.481                                          | 2.481                                          |
| 1971                                                | 1971                                           |                                                | 3.015                                          | 3.015                                          |
| 1981                                                | 1981                                           |                                                | 3.342                                          | 3.342                                          |
| 1991                                                | 1991                                           |                                                | 3.639                                          | 3.639                                          |
| 2001                                                | 2001                                           |                                                | 4.012                                          | 4.012                                          |
| 2011                                                | 2011                                           |                                                | 4.152                                          | 4.152                                          |
| 2021                                                | 2021                                           |                                                | 4.318                                          | 4.318                                          |
| 2024                                                | 2024                                           |                                                | 4.377                                          | 4.377                                          |
| Quelle(n): Statistik Austria, Gebietsstand 1.1.2021 |                                                |                                                |                                                |                                                |

## Kultur und Sehenswürdigkeiten

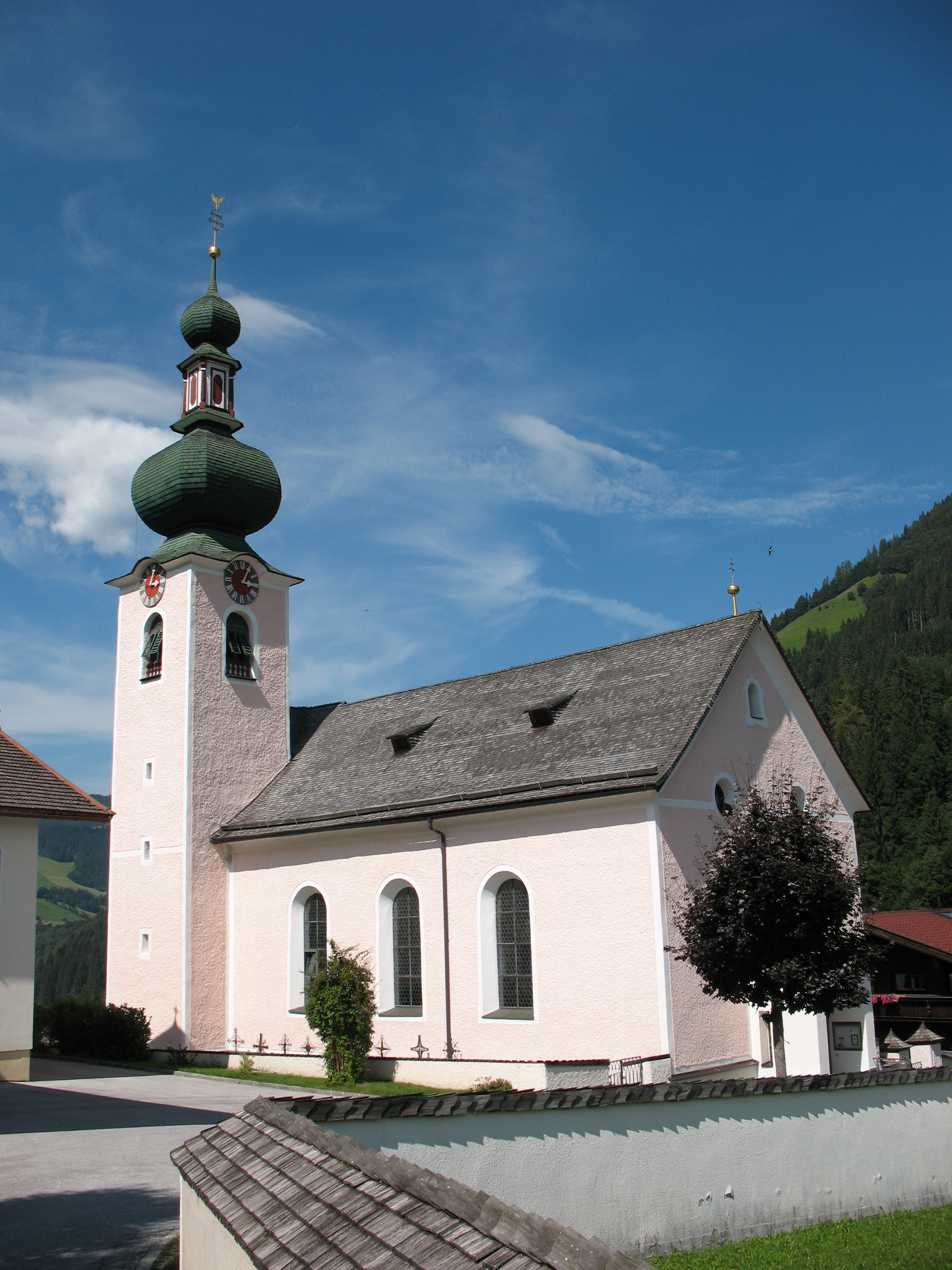
Pfarrkirche Auffach

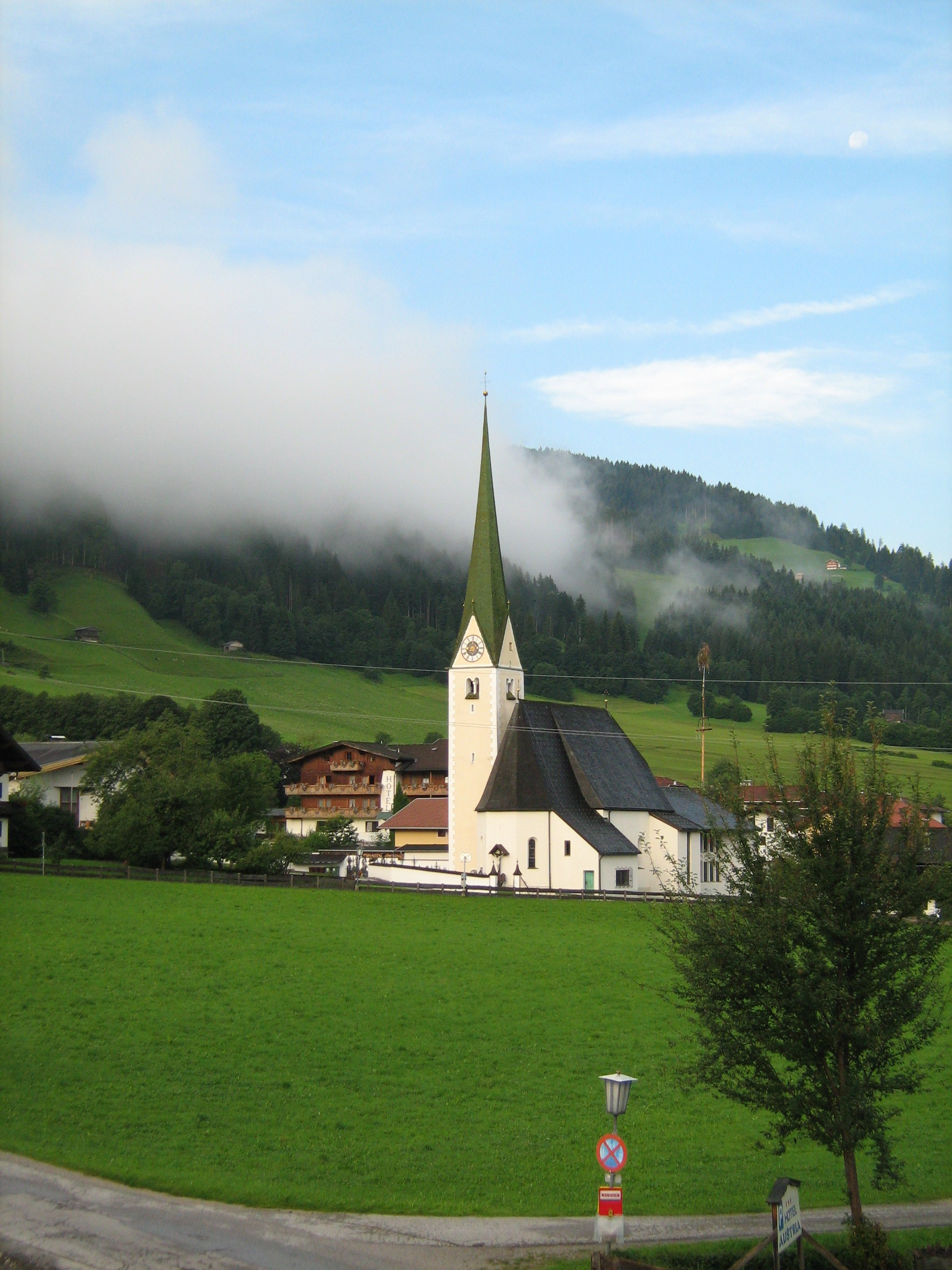
Pfarrkirche Niederau

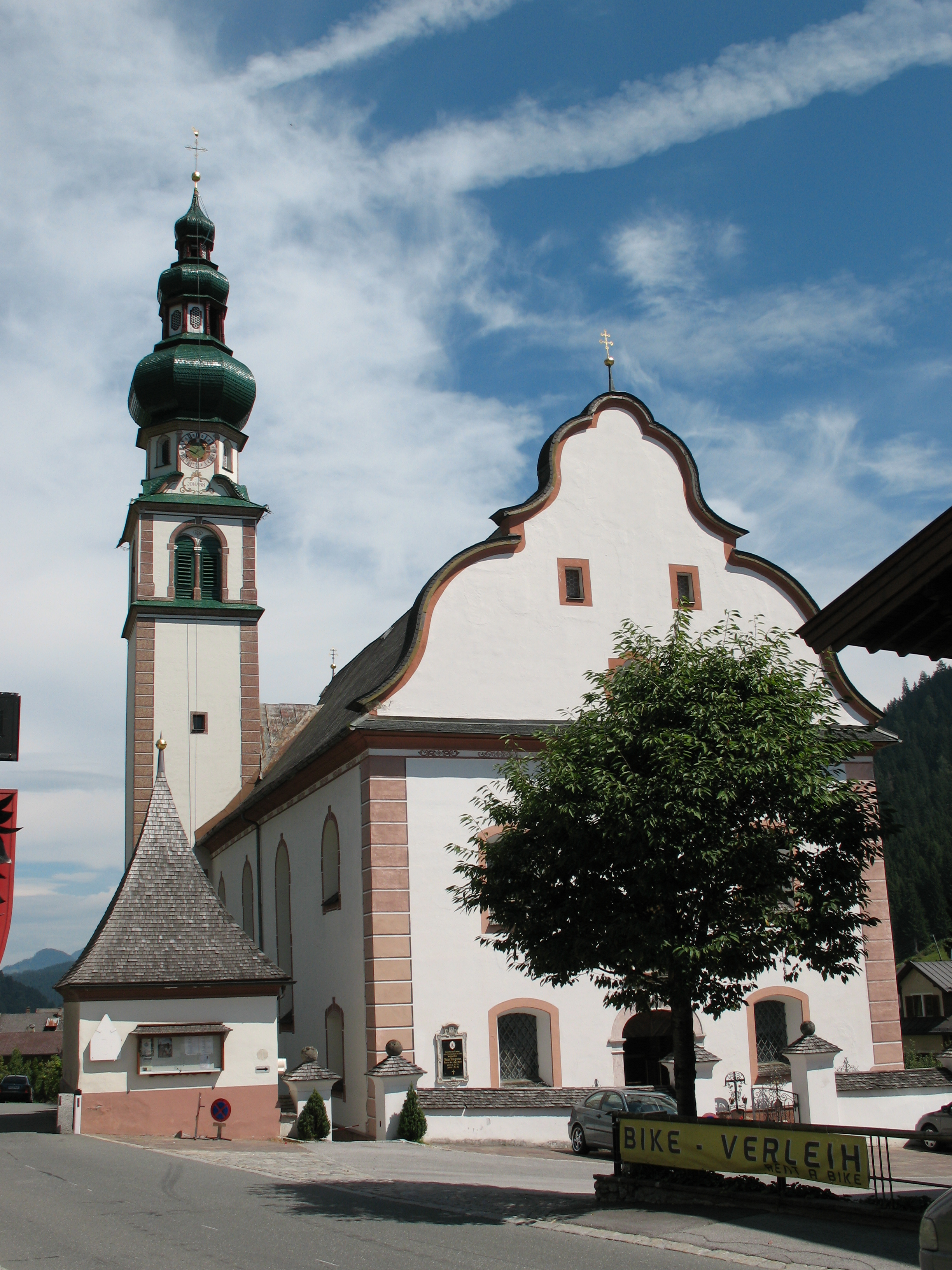
Pfarrkirche Oberau

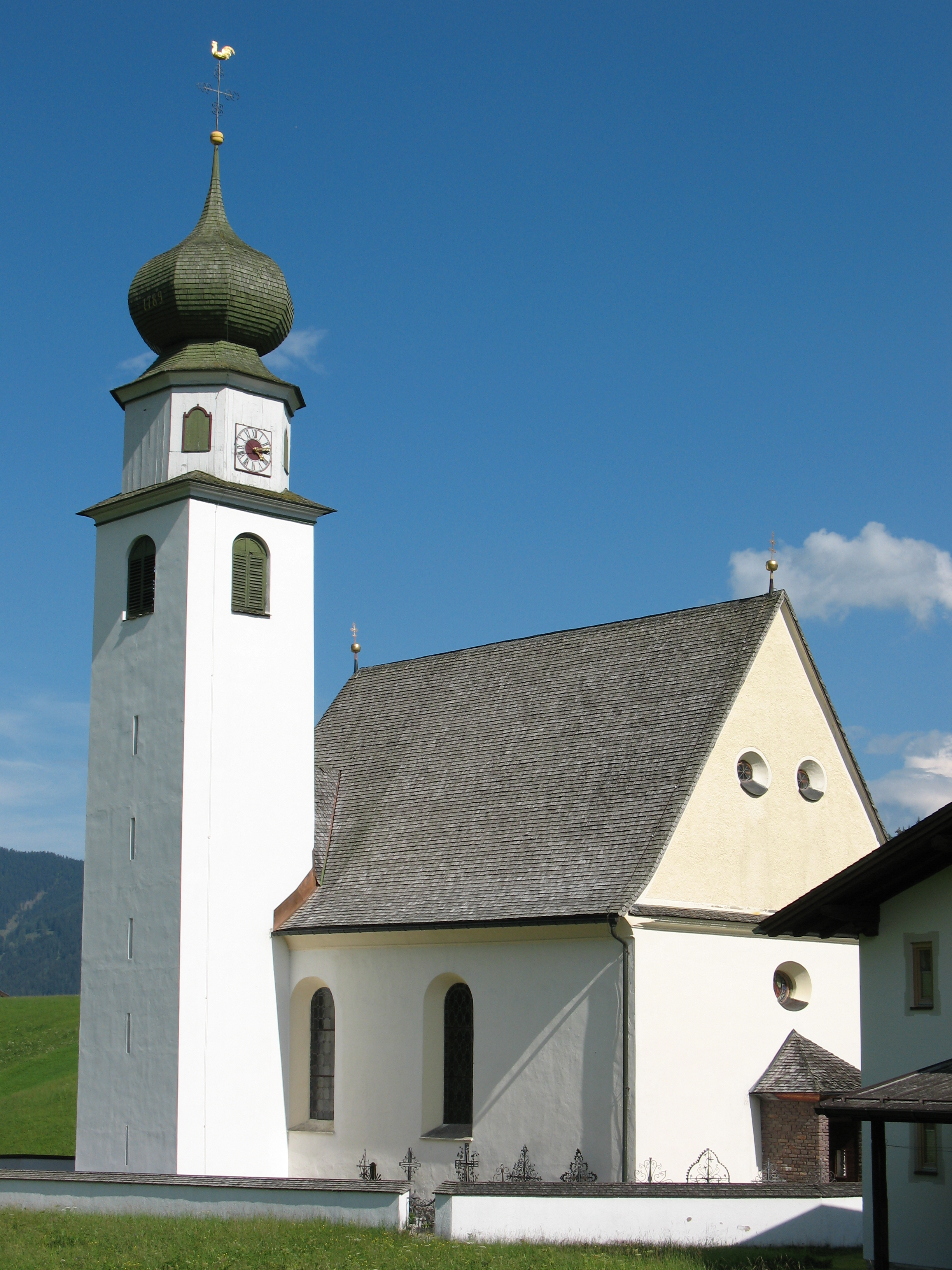
Pfarrkirche Thierbach

- Katholische Pfarrkirche Auffach hl. Johannes Nepomuk
- Katholische Pfarrkirche Niederau hl. Sixtus
- Katholische Pfarrkirche Oberau hl. Margaretha
- Katholische Pfarrkirche Thierbach hl. Michael
- Schaubergwerk Lehenlahn in Thierbach
- Kundler Klamm
- Bergauernmuseum z'Bach
- 1. Tiroler Holzmuseum in Auffach
- Skulpturenpark Markbachjoch
- Franziskusweg von Niederau nach Oberau
- Schönangeralm mit Schaukäserei in Auffach
- Speckbacherstube im Sollererwirt in Thierbach

### Zeitzeugen Wildschönau
2023 hat der Kulturausschuss der Gemeinde mit dem Projekt „Zeitzeugen Wildschönau – Wildschönauer*innen erzählen“ gestartet. Ziel des Projektes ist es, das frühere Alltagsleben in der Wildschönau in Form von Video-Interviews für die jüngere Generation festzuhalten. Ein Jahr lang wurde gefilmt und auf sehr einfühlsame Weise das viele Filmmaterial geschnitten. In Video-Interviews werden teils sehr bewegende Erzählungen aus dem Leben von früher präsentiert. Jede Woche wurden ab Sommer 2024 Interviews einer Zeitzeugin bzw. eines Zeitzeugen veröffentlicht.

### Freizeit und Sport
Es gibt in der Wildschönau u. a. folgende Sport und Freizeitangebote:
- Alpin-Ski
- Angeln
- Beach-Volleyball
- Canyoning
- Fahrradfahren
- Fitnesstraining
- Gleitschirmfliegen
- Minigolfen
- Mountainbiken
- Reiten
- Rodeln
- Schneeschuhwandern
- Schwimmen
- Skilanglaufen
- Tennis
- Tischtennis
- Trekking
- Wandern

## Wirtschaft und Infrastruktur

### Landwirtschaft und Gewerbe
In der Wildschönau sind etwa 186 landwirtschaftliche Betriebe, die großteils als Bergbauernhöfe einzustufen sind. Der höchstgelegene Hof „Stödl“ am Oberauer Sonnberg liegt auf 1334 m.
Neben Handwerks- und Kleingewerbebetrieben ist vor allem der Tourismus Arbeitgeber für die Bevölkerung. Zur Unterstützung der heimischen Wirtschaft wurde im September 2010 der Verein Wildschönauer Wirtschaft gegründet.

### Tourismus
Der Hauptwirtschaftszweig der Gemeinde ist der Tourismus. Die Wildschönau bietet etwa 6350 Gästebetten, etwa 2000 davon in Privatunterkünften.

#### Winter

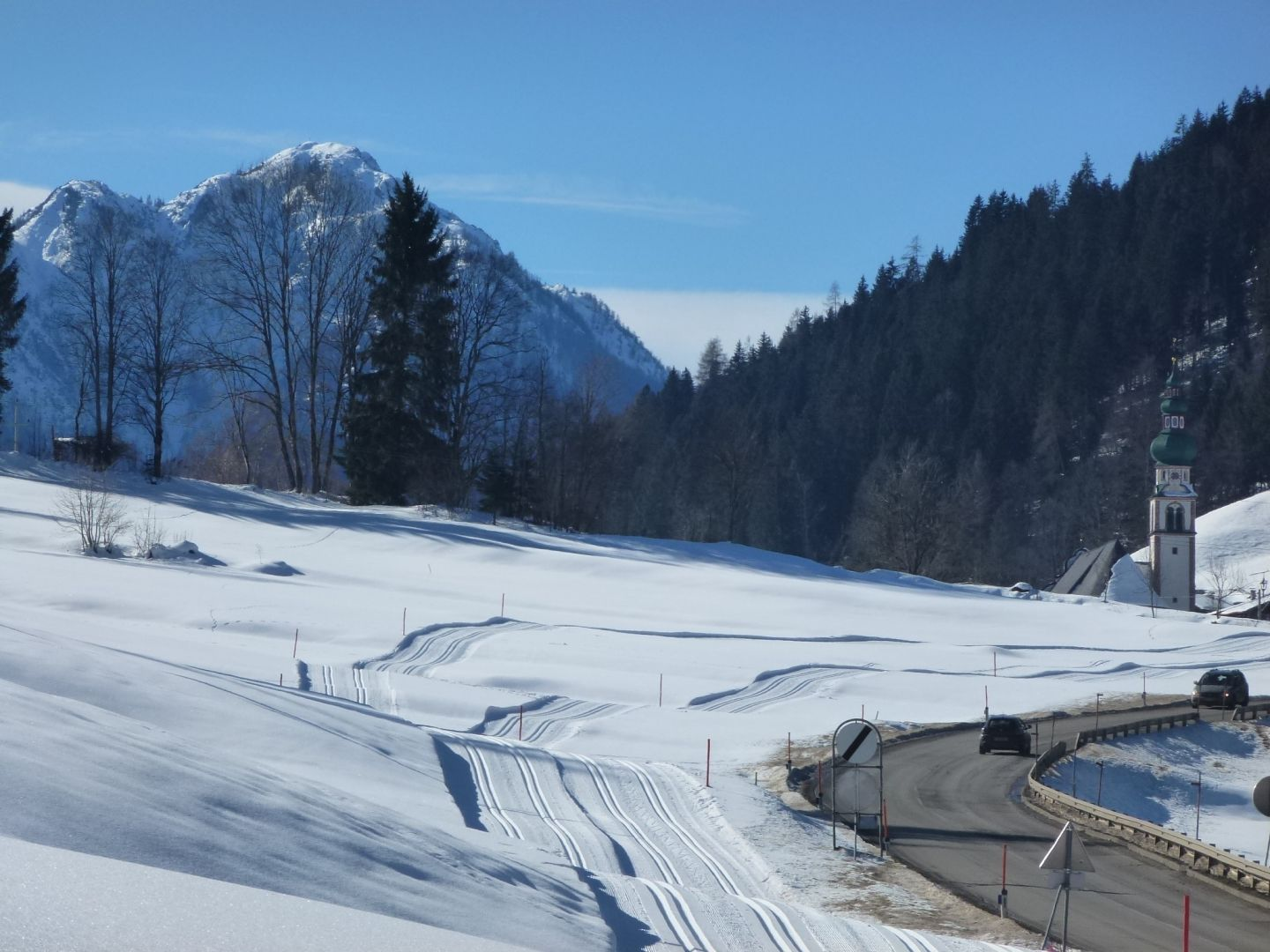
Loipe in Oberau

Es gibt zwei voneinander getrennte Skigebiete am Markbachjoch und am Schatzberg mit zusammen rund 70 km Pisten in den Schwierigkeitsgraden blau bis schwarz und 25 Bergbahnen und Skilifte. Die beiden Sesselbahn-Neubauten am Skigebiet Schatzberg (Auffach) ersetzen mehrere ältere Schlepplifte. 2008 wurde der alte Sessellift in Niederau durch einen modernen Vierer-Sessellift ersetzt. Eine Lift-/Pistenverbindung ins Alpbachtal wurde am 7. Dezember 2012 nach langer Planungszeit in Betrieb genommen. Somit entstand ein großer Skiverbund unter dem Namen „Ski-Juwel Alpbachtal – Wildschönau“, der es von der Größe unter die Top Ten der Tiroler Skigebiete geschafft hat. Im Freizeitpark Drachental kann man seit Ende 2020 eislaufen.
Weiters gibt es 50 km Langlaufloipen, 40 km Winterwanderwege, Pferdeschlittenfahrten und 3 geräumte Nordic-Walking-Strecken.

#### Sommer

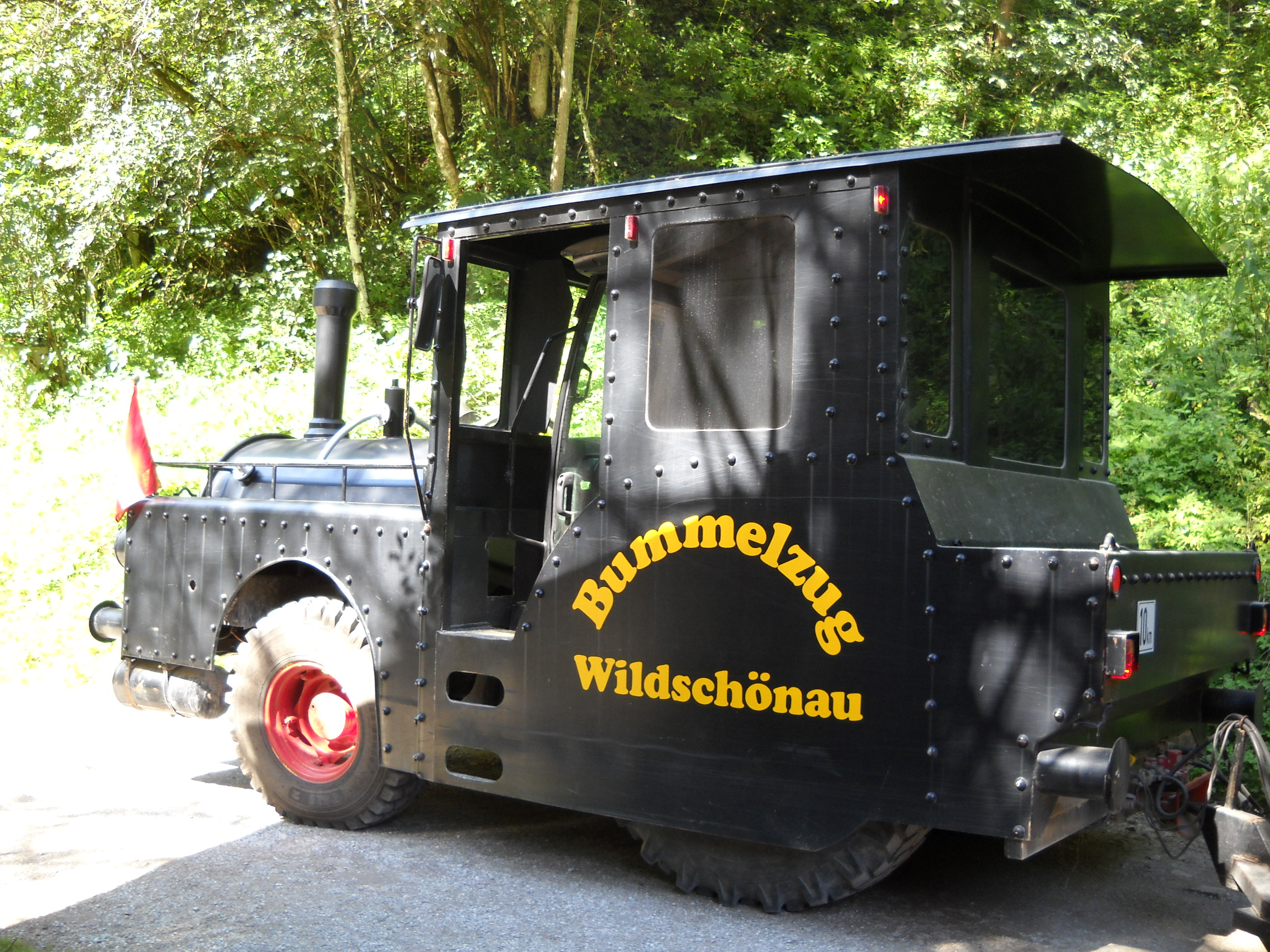
Bummelzug bei der Kundler Klamm

Im Sommer stehen etwa 300 km Wanderwege zur Verfügung mit den Gondelbahnen am Markbachjoch und Schatzberg als Aufstiegshilfe, weiters ein Freischwimmbad, ein Beachvolleyballplatz, fünf Hotelhallenbäder, Saunen, eine Minigolfanlage, drei Tennisplätze und einen Kletterpark.
Ein besonderes Highlight stellen Bummelzüge dar, die im Sommer vom Mühltal aus in vier verschiedene Richtungen verkehren: Zum Eingang der Kundler Klamm, durch das ganze Tal, zur Schönanger Alm und nach Thierbach.

#### Nächtigungen in der Wildschönau
| Jahr | Nächtigungen |
| ---- | ------------ |
| 1955 | 61.828       |
| 1962 | 177.218      |
| 1969 | 437.928      |
| 1976 | 872.499      |
| 1990 | > 1.000.000  |
| 2011 | 625.654      |
| 2019 | 780.779      |
| 2020 | 533.321      |

Zahlen zur Sommersaison 2018
- 74.463 Ankünfte
- 357.821 Nächtigungen

Zahlen zur Wintersaison 2018/19
- 82.425 Ankünfte
- 403.512 Nächtigungen

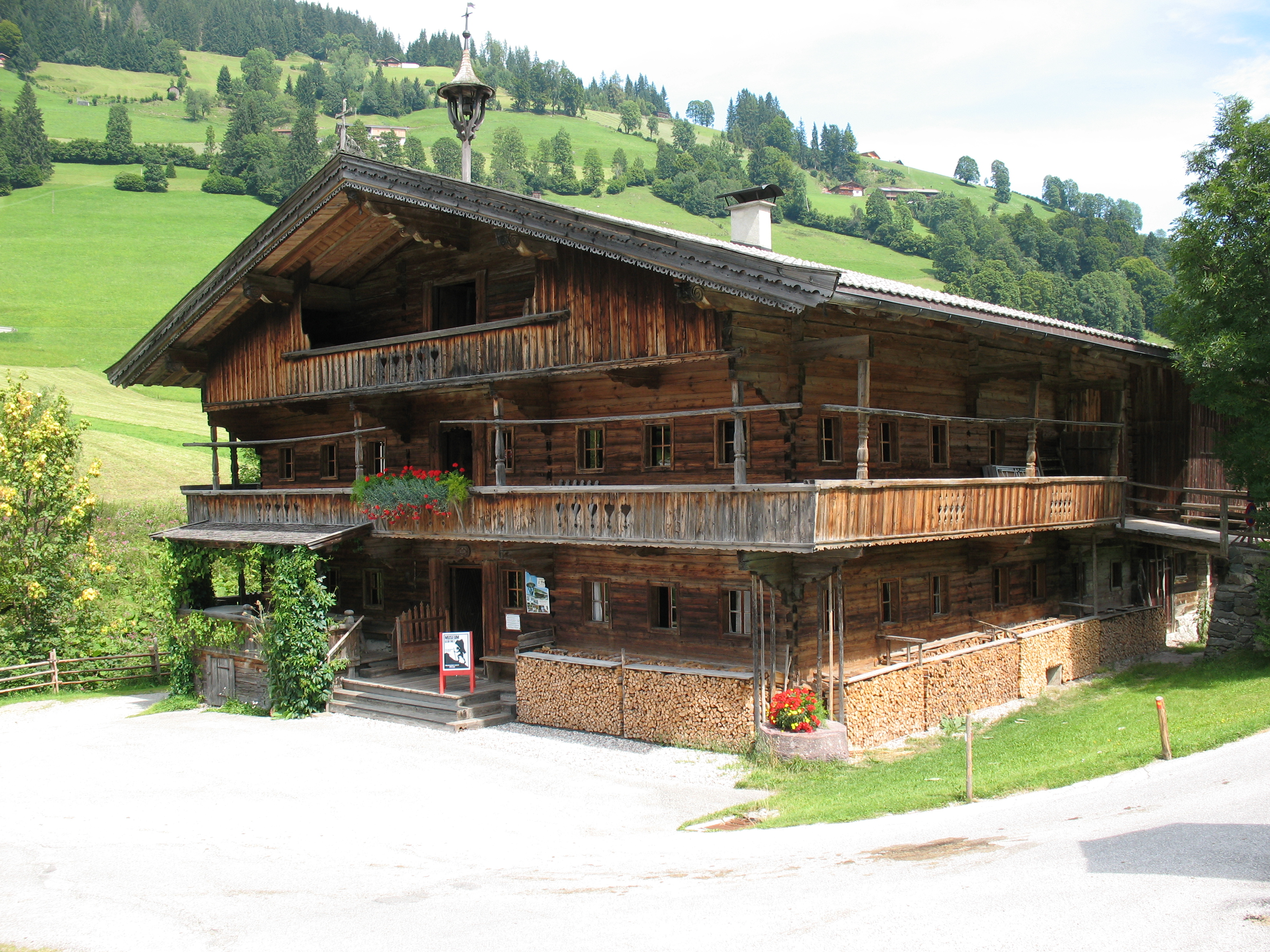
Bergauernmuseum z'Bach

  - davon 78 % in 79 gewerblichen Betrieben
  - und 22 % in 288 privaten Betrieben

### Verkehr
Das Tal ist über Landesstraßen von Wörgl im Inntal aus und von Hopfgarten im Brixental aus erreichbar. Die Gemeinde betreut ein weitläufiges Straßen- und Wegenetz von 117,6 km Länge.
Die Wildschönau ist mit der VVT Buslinie 770 im Stundentakt zwischen 6 und 20 Uhr an den Wörgler Hauptbahnhof angebunden.

### Öffentliche Einrichtungen der Gemeinde
- Altenwohn- und Pflegeheim
- Sozial- und Gesundheitssprengel
- Bücherei Niederau
- Gemeindebücherei Wildschönau
- 3 Freiwillige Feuerwehren in Auffach, Niederau und Oberau (bestehend aus Löschzug Oberau, Löschzug Mühltal und Löschzug Thierbach)
- 4 Kindergärten in Auffach, Niederau, Oberau und Thierbach
- 4 Volksschulen in Auffach, Niederau, Oberau und Thierbach
- Neue Mittelschule und Neue Musikmittelschule in Oberau (zusammen 201 Schüler 2014/15)

## Politik

### Gemeinderat
Ergebnisse der Gemeinderats- und Bürgermeisterwahlen in Tirol 2016:
K = Koppelung
| Wählergruppe                                      | K | Stimmen | %       | Mandate |
| ------------------------------------------------- | - | ------- | ------- | ------- |
| Auffacher Gemeinschaftsliste                      |   | 359     | 13,68 % | 2       |
| Gemeinsam für die Wildschönau – Liste Hannes Eder |   | 990     | 37,73 % | 7       |
| Wildschönau Aktiv – Ludwig Stadler                |   | 130     | 4,95 %  | 1       |
| Allgemeine Liste Oberau-Mühltal                   | K | 283     | 10,79 % | 2       |
| Mia fia Enk – Liste Franz Josef Luchner           |   | 370     | 14,10 % | 2       |
| Allgemeine Auffacherliste – Peter Weißbacher      |   | 255     | 9,72 %  | 1       |
| Thierbacher Liste                                 | K | 237     | 9,03 %  | 2       |

| Bürgermeister-Kandidat | Stimmen | %       |
| ---------------------- | ------- | ------- |
| Eder Johannes          | 1.722   | 65,25 % |
| Stadler Ludwig         | 195     | 7,39 %  |
| Weißbacher Peter       | 722     | 27,36 % |

Die Wahlbeteiligung betrug 78,36 % von 3447 Wahlberechtigten.

### Bürgermeister
- 1977–1992 Walter Lanner
- 1992–2009 Peter Riedmann
- 2009–2016 Rainer Silberberger
- seit 2016 Johannes Eder (ÖVP)[16]

### Wappen
Der Wortlaut der Verleihungsurkunde vom 10. Juli 1958:

„Die Tiroler Landesregierung hat in ihrer Sitzung am 10. Juli 1958 der Gemeinde Wildschönau in Würdigung ihres erstmals elfhundertneunzig bezeugten geschichtlichen Alters gemäß der Tiroler Gemeindeordnung vom 31. März 1949 folgendes in der Urkunde dargestellte Wappen verliehen:
‚Eine gestürzte Spitze, Blau in Schwarz mit einem goldenen Drachen gespreizt.‘
Das Wappen weist auf die alte Sage hin, wonach die Wildschönau einmal ein großer See gewesen sei. Ein riesiger Drache hauste an seinem Ufer und richtete großen Schaden an. Ein mutiger Bauer tötete das Ungetüm durch eine List. Im Verenden schlug der Drache unter furchtbarem Gebrüll mit Schweif und biss in den Felsen, daß er barst. Nun ergossen sich die Wasser in das Inntal und die Wildschönau wurde urbar. Die gestürzte Spitze versinnbildlicht den durch den Drachen geborstenen Felsen. […] Innsbruck am 10. Juli 1958 […]“

## Persönlichkeiten

### Ehrenbürger
- 1909: Simon Prem (1853–1920), Gymnasiallehrer und Literaturhistoriker
- 1928 oder früher: Josef Gföller (1841–1928), 67 Jahre lang Kapellmeister und Chorsänger
- 1960: Heinz Thaler (1896–1970), 40 Jahre Schuldirektor, 50 Jahre Organist und Chorleiter
- 2004: Sixtus Lanner (1934–2022), Politiker (ÖVP)
- 2012: Josef Aichriedler (* 1941), ehemaliger langjähriger Pfarrer
- Johann Schartner (1862–1946), Pfarrer in Oberau (1906–1946)
- Josef Jesacher (1904–1979), Pfarrer in Oberau (1946–1976)
- Andrä Schoner (1909–1987), Bürgermeister (1944–1945, 1950–1977)

### Söhne und Töchter der Gemeinde
- Alois Hörbiger (1810–1876), Orgelbauer, Großvater von Hanns Hörbiger, dem Begründer der Schauspielerdynastie Hörbiger
- Gottlieb Schuller (1879–1959), Glasmaler und Mosaikkünstler
- Andreas Thaler (1883–1939), Politiker (Landwirtschaftsminister) und Koloniegründer von Treze Tílias in Brasilien
- Rupert Mayr (* 1948), Lehrer, Imker und Sachbuch-Autor
- Hans Haas (* 1957), Koch, ehemaliger Chefkoch des Tantris in München
- Norbert Siedler (* 1982), Autorennfahrer
- Vanessa Stadler, Weltmeisterin 2015 im Naturbahnrodeln

## Gemeindepartnerschaften
- Treze Tílias (Dreizehnlinden), Brasilien; seit 2003[18]